# Rhythm Thief et les Mystères de Paris
Rhythm Thief et les Mystères de Paris (リズム怪盗R 皇帝ナポレオンの遺産, Rizumu Kaitô R kôtei Naporeon no isan) est un jeu vidéo codéveloppé par Sega et Xeen pour la Nintendo 3DS. Sorti au Japon, aux États-Unis et dans les régions PAL en 2012, il propose une aventure alliant épreuves de rythme, exploration et casse-têtes sur fond d'intrigues au cœur d'un Paris alternatif.
Le jeu était à l'origine prévu pour Nintendo DS, où il devait s'intituler Rhythm de musical, bijô to yajû to amigo ("Le rythme de la comédie musicale : la belle, la bête et l'amigo"). Il aurait alors fusionné les systèmes de jeu de Space Channel 5 et de Samba de Amigo avec des musiques tirées de Project Rub, entre autres. Bien que le produit final diverge du projet initial sur de nombreux points, il a conservé ces clins d’œil à ces anciens titres Sega sous la forme de quelques épreuves musicales.
Au Japon, une réédition est sortie le 22 novembre 2012 sous le label "SEGA THE BEST", destiné à rendre les succès de Sega plus accessibles en les proposant à des prix réduits.

## Système de jeu

### Les phases d'exploration
Tout au long du jeu, le joueur évolue sur les différents points d'une carte au moyen des flèches directionnelles ou du stick analogique de la 3DS. À chaque point correspond un lieu où le joueur peut parler à des personnages, fouiller le décor à la recherche d'objets cachés ou provoquer d'autres types d'interactions en tapotant l'écran tactile avec le stylet.
Les objets cachés comprennent notamment :
- Les médailles qui permettront au joueur d'acheter des vidéos, des épreuves facultatives ainsi que des bonus facilitant la réussite des épreuves musicales dans la boutique.
- Les CD représentant les pistes de la bande originale du jeu qu'il sera possible d'écouter ensuite dans la rubrique du menu principal prévue à cet effet.
- Les sons que le joueur pourra enregistrer dans un dictaphone en vue de débloquer certains passages ou de faire avancer la quête annexe de l'instrument légendaire, qui donne accès à un contenu spécial en cas de réussite.
- Les notes fantomatiques qui constitue une autre des quêtes annexes du jeu. Si on tombe sur une note en explorant un lieu, cela signifie que les quatre autres ne sont pas loin. Toutes les trouver permet d'obtenir un fragment de partition, et réunir tous les fragments permet d'accéder à un contenu spécial après la fin du jeu.

À noter que si les CD se trouvent tous dans des lieux qui resteront disponibles jusqu'à la fin de l'histoire, les sons et les notes fantomatiques, en revanche, sont souvent dissimulés dans des endroits auxquels le joueur n'aura plus l'occasion de revenir ensuite. Il s'agit donc de faire preuve de minutie pendant les phases d'exploration ! Heureusement, les objets ne sont jamais disposés au hasard à l'écran et se cachent toujours derrière un élément du décor bien précis.

### Les épreuves de rythme

#### Généralités
À différents points du scénario ou à la suite d'une discussion avec un personnage, une épreuve de rythme peut se déclencher. Élément principal du système de jeu de Rhythm Thief, les épreuves sont au nombre de 50 et font appel à quasiment tous les boutons et fonctionnalités de la 3DS :
- tapoter l'écran tactile avec le stylet ou le faire glisser dans différentes directions,
- appuyer sur A, sur B ou sur les flèches directionnelles, parfois en même temps,
- mettre à profit le gyroscope de la 3DS en inclinant la console de gauche à droite et de haut en bas,
- utiliser les gâchettes L et R,
- et parfois même fusionner plusieurs de ces fonctions entre elles.

Tout cela en rythme avec une musique donnée, bien entendu.
Chaque fois que le joueur valide correctement une action, la jauge de groove située en haut à gauche de l'écran supérieur se remplit un peu. Selon la qualité de son timing, le joueur peut obtenir un "bien", un "super" ou un "parfait", et ainsi remplir la jauge plus ou moins vite. En revanche, s'il fait une fausse note, la jauge se vide. Et une fois la jauge complètement vidée, l'épreuve s'arrête et le joueur se retrouve face à l'écran de game over.

#### Scores et notes
En cas de réussite de l'épreuve, le joueur accède à un tableau récapitulant sa performance en nombre de points et gagne quelques médailles. Il se voit également attribuer une note correspondant à l'état de la jauge au moment où l'épreuve s'est finie. Il est important de savoir que la note n'est pas liée au nombre total de points : un joueur peut très bien réaliser une performance médiocre de 10 000 points mais valider suffisamment de notes à la fin pour remplir sa jauge jusqu'à la lettre B, puis réaliser un quasi-sans faute de 30 000 points sur la même épreuve avant que plusieurs erreurs successives ne fassent chuter sa jauge à la lettre C, en quel cas ce sera le meilleur score, le deuxième, qui sera retenu par le jeu, même si la note est plus basse.
Décrocher un bon score et une bonne note à la fois nécessite donc de prendre ces deux paramètres en considération et de ne pas avoir peur de faire beaucoup d'efforts, d'autant que décrocher un A à chaque épreuve est nécessaire à l'obtention de l'un des contenus spéciaux du jeu ! (Notez néanmoins que si vous réussissez à obtenir un A mais que celui-ci est remplacé par un meilleur score accompagné d'une note plus basse, le jeu gardera quand même en mémoire que vous avez validé cette épreuve au regard du contenu spécial)

#### Bonus et défis supplémentaires
Cependant, les joueurs en difficulté auront toujours la possibilité de se procurer un bonus dans la boutique disponible avant le commencement de chaque épreuve, grâce aux médailles trouvées pendant les phases d'exploration ou gagnées à la fin d'une épreuve réussie. Ces bonus permettent soit de remplir la jauge plus vite, de la faire baisser plus lentement en cas d'échec, ou encore de donner une deuxième chance au joueur si sa jauge se vide une première fois.
Au contraire, les joueurs en quête de challenge pourront désactiver le repère visuel affiché par défaut dans le bas de l'écran, tenter un défi parfait ou s'essayer au mode difficile débloqué après la fin du jeu.
À noter que certaines épreuves sont facultatives et ne peuvent s'obtenir qu'en discutant avec des personnages sans lien avec le scénario à différents points du jeu. Si vous en ratez une, elle deviendra disponible à l'achat dans la boutique. C'est également dans la boutique que vous pourrez vous procurer les épreuves marathon, qui consistent à tenir le plus longtemps possible sur quatre épreuves données.
Enfin, il est possible d'affronter un autre joueur sur 8 épreuves en mode local (4 peuvent être téléchargées par votre adversaire s'il ne possède pas le jeu) et une fonction Streetpass permet d'échanger des défis afin d'augmenter son nombre de fans à chaque réussite.

### Les énigmes
Enfin, il arrivera au cours du jeu que le joueur doive résoudre une énigme pour progresser dans l'aventure. Celles-ci tournent toujours autour de la notion de rythme ou de musicalité, nécessitant par exemple de reproduire une suite de notes dans le bon ordre, de reconstituer une mélodie fragmentée ou de repérer des notes identiques dans un ensemble. D'abord très simples, leur niveau de difficulté augmente peu à peu au cours de l'histoire.

## Histoire

### Synopsis
Une nuit, aux Invalides de Paris, un garde sonne l'alerte : on a volé le tombeau de Napoléon ! Au même moment, dans une sombre cave, un homme mystérieux s'incline avec respect devant le cadavre de l'ancien empereur de France, qui rouvre les yeux et entreprend de se relever...
Trois ans plus tard, le joueur fait la connaissance de Raphaël, jeune homme apparemment sans histoire qui vit seul à Paris avec son chien Fondue. Raphaël cache cependant une double identité : celle de Fantôme R, voleur insaisissable qui se glisse dans les musées pour y subtiliser des œuvres d'art. Parallèlement à cela, il tente de retrouver la trace de son père disparu depuis trois ans, avec pour seul indice une pièce d'or frappée d'un sceau étrange. Sa quête le mènera à croiser la route de Marie, jeune et talentueuse violoniste qui semble également liée à ce sceau, à affronter un homme prétendant être l'empereur Napoléon, et à découvrir des secrets cachés sous Paris dont il n'avait pas idée.

### Personnages
Raphaël / Fantôme R
Un jeune homme aux cheveux roux et aux yeux noisette qui vit seul à Paris avec son chien Fondue. Sa mère, ancienne danseuse étoile, a péri dans un accident alors qu'il était très jeune, et son père est parti sans donner plus d'explication trois ans avant le début de l'aventure. Malgré cela, Raphaël affiche un tempérament plutôt enjoué et ne se laisse pas démonter facilement. Rusé, espiègle et doté d'un sens du rythme sans pareil, il adopte les traits de Fantôme R pour s'infiltrer dans les musées, échapper à la barbe des policiers ou encore croiser le fer avec Napoléon et sa horde de Chevaliers. Il éprouve une grande affection pour Marie dès leur rencontre, il est même presque certain qu'il a des sentiments pour elle, bien que cela ne soit montré que de manière implicite au long de l’aventure. On ignore ce qu'il devient à la fin du jeu, bien qu'il se soit fait la promesse d'assister à tous les concerts de Marie.
Dans la version japonaise, il s'appelle ラルフ (Ralph).
Fondue
Le fidèle compagnon de Fantôme R, qui l'accompagne dans la moindre de ses péripéties et lui sauve même la mise à plusieurs reprises ; il porte toujours un bandana rouge autour du cou. Joueur, un peu paresseux et gourmand comme pas deux, il est surtout d'une loyauté inébranlable envers son maître, avec qui il ne semble pas avoir besoin de mots pour communiquer, ainsi qu'avec Marie, qu'il adore tout particulièrement. Le chapitre bonus "À la recherche de Fondue", que le joueur peut débloquer après avoir terminé l'une des quêtes annexes du jeu, révèle les circonstances de sa rencontre avec Fantôme R et l'origine de son nom. Il est très attiré par une femelle caniche du nom de Coco, mais ces sentiments ne semblent pas être réciproques.
Il semble appartenir à la race des bergers danois.
Marie
Une ravissante jeune fille, aux cheveux dorés – attachés par une pince blanche ornée d'un croissant de lune, deux longues mèches retombent le long de son buste – et aux yeux azur, qui aspire à devenir une célèbre violoniste professionnelle dans l'orchestre Pasdeloup. Elle porte un cardigan couleur vanille, par-dessus un large haut couleur bleu ciel orné d'un nœud rose, avec des leggins bleu marine et des ballerines bleu clair. Alors qu'elle n'était encore qu'un bébé, sa mère l'a déposée au pied d'un couvent, celui de Saint-Louré ; à côté du landau étaient posés un violon portant la même marque que la pièce de Raphaël et une partition de musique, "La Princesse de la lune". Depuis ce jour, Marie n'a eu de cesse de rechercher sa mère avec l'aide du bienfaiteur du couvent, Jean-François. Douce et avenante, elle ne manque pas pour autant de détermination et de courage lorsqu'il s'agit de réaliser ses rêves. Le secret qui l'entoure la conduira à faire la rencontre de Raphaël et à devenir une merveilleuse amie – et peut-être plus encore – plus que précieuse à ses yeux. Il est révélé qu'elle est la fille de la duchesse Élisabeth, et qu'elle est une princesse de sang royal, qui possède deux lignées : celle de la monarchie française du côté de sa mère, et celle de la royauté de Babylone du côté de son père, inconnu pour l'heure ; on peut supposer en tous les cas qu'elle succédera à sa mère lorsque l'heure sera venue, en devenant la prochaine duchesse. Le chapitre bonus "L'épreuve de Marie" permet au joueur de découvrir qu'elle a finalement atteint son rêve d'intégrer le Conservatoire, mais également qu'elle n'a plus revu Raphaël depuis un an. Ces deux-là se retrouveront-ils un jour... ?  
Dans la version japonaise, elle s'appelle マリア (Maria).
L'inspecteur Paul Vergier
Avec son menton mal rasé, sa cravate défaite et ses épaules tombantes, l'inspecteur Vergier a tout du policier grincheux qui ne retrouvera pas le sommeil tant que le malfaiteur qu'il poursuit ne sera pas sous les verrous. Il a le teint assez mat et des lunettes rectangulaires noires ainsi qu'une chemise blanche et un imperméable qu'il tient sous son bras. Particulièrement agacé par les pirouettes de Fantôme R qui tourne chaque fois un peu plus ses hommes en ridicule, il semble s'être juré de lui passer lui-même les menottes aux poignets. Derrière ses airs bourrus, il cache cependant un grand sens de la justice et un triste passé : sa femme Emma, est morte dans les trois ans qui ont précédé l'aventure, la raison de son décès est inconnu, mais elle aimait beaucoup son mari, c'est d'ailleurs pour elle que celui-ci met tant d'acharnement à défendre Paris, et se plonge dans son travail.
Dans la version japonaise, il s'appelle ボードワン (Baudoin ou Boudouin)
Charlie / Charlotte Vergier
Un jeune détective privé qui semble résolu à mettre la main sur Fantôme R. Son sérieux imperturbable n'a d'égal que son talent au football, dont il n'hésite pas à se servir pour mettre ses adversaires hors d'état de nuire ; il est également doué dans l'art de piloter un deltaplane. Doté d'un excellent esprit de déduction, il possède également une certaine fierté et accepte difficilement la défaite. Avec ses capacités de raisonnement qui feraient rougir la police de Paris, sa détermination proche de l'acharnement et son redoutable ballon de foot, il représente aisément le rival principal de Fantôme R. Personne n'imagerait qu'en réalité Charlie est une fille ; son vrai nom est Charlotte, et elle est la fille de l'inspecteur Vergier. Elle ne supporte pas que son père se croit seul à défendre Paris. 
Dans la version japonaise, il s'appelle クロード (Claude).
La duchesse Élisabeth
Descendante de la monarchie française, Élisabeth est une femme aussi belle qu'intelligente. Toujours calme et digne, elle exerce une influence cachée sur la haute société française telle que même les hommes politiques se sentent mal à l'aise en sa présence. C'est la mère de Marie, qu'elle a déposé au Couvent Saint-Louré dans l'espoir de lui épargner une terrible catastrophe. Très fortunée, elle se révèle être très chaleureuse avec ses proches, même si elle est froide d'extérieur. C'est également une vieille amie d'Isaac, le père de Raphaël, et quoiqu'elle ignore où Isaac a bien pu passer, elle reste persuadée qu'il a un plan en tête... Elle est la gardienne du trésor, à savoir les jardins suspendus de Babylone, convoités par Napoléon. Il se trouve qu'elle est aussi très obstinée. Si elle paraît froide de prime abord, ce n'est qu'une façade extérieure, elle est en fait particulièrement chaleureuse avec ses proches.
Alfred
Le fidèle majordome d'Élisabeth. Au service de la duchesse depuis de très nombreuses années, il bénéficie de toute sa confiance et de son amitié. Son âge quelque peu avancé ne laisse en rien deviner ses véritables fonctions... C'est un garde-du-corps dévoué à sa maîtresse, aux talents insoupçonnés : il sait faire du ski, et est imbattable au Backgammon. Il considère Élisabeth comme quelqu'un de bon et de juste, car il sait que sa froideur extérieure cache une profonde gentillesse, notamment envers sa fille. Au manoir, il s'occupe de toute la partie administrative de la maison, tout en veillant sur Élisabeth.
Dans la version japonaise, il s'appelle ロワン (Rowan).
Napoléon / Léonard Bonar
Un homme qui prétend être Napoléon Bonaparte, l'ancien empereur de France ; il a une épaisse barbe blonde et d'épais sourcils broussailleux – sans compter des traces de maquillage rouge autour de ses yeux. À la tête d'une faction nommée "les Chevaliers diaboliques", il compte bien récupérer son trésor, les jardins suspendus de Babylone, et avec lui, son emprise sur le monde... En vérité, il est seulement un "remplaçant" et répond au véritable nom de Léonard Bonard ; il n'est qu'un simple pion sur l’échiquier d'un plan bien plus complexe. Son but est de reconstituer la Couronne du dragon, objet nécessaire pour maîtriser le pouvoir des jardins suspendus, mais également de mettre la main sur Marie, qu'il poursuit sans relâche dans tout Paris. En effet, elle constitue, avec son violon et sa partition, la clé permettant l'accès au terrible trésor... Il met fin à ses jours en sautant dans le vide du haut d'une plateforme, après un ultime combat contre Fantôme R.
Jean-François
C'est le bienfaiteur et directeur du couvent Saint-Louré, où vit Marie, et, pour cela, il a absolument toute sa confiance, ainsi que celle de Raphaël. Il s'est lancé sur les traces de la maman de Marie, ce qui l'a mené à la duchesse, qui fait en fait partie de sa famille, car tous deux sont cousins. Malheureusement, Jean-François n'est pas aussi noble qu'Élisabeth et complote pour des projets bien sombres... Son objectif est en fait de rendre à la France sa splendeur d'antan en remettant Napoléon Bonaparte sur le trône. Pour cela, il n'hésite pas à abuser de la confiance de Marie, allant même jusqu'à la faire suivre à la trace et à la kidnapper. Il fait partie de la même organisation que Bonar, et semble relativement bien connaître le père de Raphaël. Hypocrite, c'est toutefois grâce à lui que Marie a pu prendre des cours de violon, même si l'on peut supposer que c'était intéressé. Jean-François paraît être passionné par l'Histoire et l'Archéologie, qu'il a étudiées à la Sorbonne ; c'est un ancien élève du professeur Alain, ce dernier avait déjà deviné les ambitions malsaines de son étudiant, à l'époque.  
Dans la version japonaise, il s'appelle (Heinrich)  
Isaac
Le père de Raphaël. Roux aux yeux bleu glacé, il ressemble physiquement bien à son fils. Son visage exprime le plus souvent un air triste et fatigué, il n'est pas très bien rasé et porte des vêtements sombres. On le voit au début du jeu venir réveiller l'empereur, après le vol du tombeau, dans ce qui semble être les catacombes de Paris. Il a abandonné son fils alors que ce dernier n'avait que quinze ans, un jour d'hiver, et est monté dans une voiture noire pour finalement disparaître, laissant derrière lui – volontairement ou non – une pièce dorée avec un étrange symbole dessus, qu'on retrouvera sur le violon de Marie et divers autres objets. Raphaël l'aperçoit dans un réseau souterrain en dessous des Invalides, en train de parler à Napoléon, ce qui a l'air de confirmer la théorie selon laquelle il travaille pour l'organisation. Par la suite, Raphaël explique à Marie que son père faisait des contrefaçons, qu'il revendait à prix d'or au marché noir contre les vraies œuvres, dans le but de payer les médecins pour son fils, gravement malade à l'époque ; il a consigné cela dans un carnet récupéré par Raphaël. Ce dernier croit apercevoir ensuite son père à Versailles, ce que confirme Jean-François lors de leur ultime confrontation. La dernière apparition d'Isaac a lieu au sommet de la Tour Eiffel, aux côtés du vrai Napoléon Bonaparte. Il explique à l'empereur que son corps est encore incomplet, et qu'il souhaiterait lancer la seconde phase du plan. Dans la version anglaise, à la fin, on peut l'entendre murmurer "Be ready, Raphaël" (soit prêt, Raphaël), ce qui n'est pas le cas dans les versions française et japonaise. Tout au long du jeu, Isaac dégage une impression de mystère, et il est impossible de savoir dans quel camp il se trouve vraiment...  

## Musique

### Bande originale
La bande originale a été composée par Naofumi Hataya et Tomoyo Ôtani, qui ont tous deux œuvré sur des titres phares de Sega tels que Sonic ou Space Channel 5. Mélange entre autres de jazz, de baroque et de dance, elle comprend 97 pistes répartis sur 3 disques.
Non contents de proposer un panel musical aussi varié, les compositeurs ont également inclus plusieurs reprises de mélodies célèbres, piochant aussi bien dans des titres cultes de Sega comme Samba de Amigo (piste 3-4), Space Channel 5 (3-7 et 3-8) ou Project Rub (3-9) que dans le répertoire classique, avec Le Beau Danube bleu de Johann Strauss II (2-9) ainsi que plusieurs compositions de Jean-Sébastien Bach (2-6, 2-12 et 2-22).
Il existe deux versions physiques en vente au Japon : la version complète, リズム怪盗R 皇帝ナポレオンの遺産 ORIGINAL SOUNDTRACK (Rizumu Kaitô R kôtei Naporeon no isan Original Soundtrack) ainsi qu'une version réduite de 30 pistes au prix moins élevé, リズム怪盗R スペシャル・セレクションCD (Rizumu Kaitô R Supesharu serekushon CD). L'intégralité des pistes est également disponible en téléchargement sur l'iTunes japonais et européen depuis février 2012, et sur l'iTunes américain depuis août 2012.
Attention, la traduction de certains titres peuvent contenir des révélations importantes sur l'intrigue
| 1.  | 怪盗Ｒのテーマ (Kaitô R no têma, thème de Fantôme R)                                                            |  |
| 2.  | The Story So Far... (L'histoire jusqu'ici...)                                                                   |  |
| 3.  | ミステール事件 (Misteru jiken, l'affaire mystèrieuse)                                                           |  |
| 4.  | ラルフ登場 (Rarufu tôjô, Raphaël entre en scène)                                                                |  |
| 5.  | 怪盗Rジングル (Kaitô R jingle, jingle de Fantôme R)                                                             |  |
| 6.  | SHOW TIME (c'est l'heure du spectacle)                                                                          |  |
| 7.  | リズムゲーム クリア (Rizumu gêmu kuria, épreuve de rythme - réussite)                                           |  |
| 8.  | 紋章の秘密 (Monshô no himitsu, le secret du blason)                                                             |  |
| 9.  | Night in Paris (Nuit à Paris)                                                                                   |  |
| 10. | 音の仕掛け (Oto no shikake, dispositif sonore)                                                                  |  |
| 11. | 音の仕掛け クリア (Oto no shikake kuria, dispositif sonore - réussite)                                          |  |
| 12. | 侵入 (Shinnyû, infiltration)                                                                                    |  |
| 13. | ルーヴル美術館侵入 (Rûvuru bijutsukan shinnyû, infiltration au musée du Louvre)                                 |  |
| 14. | Time Limit (Compte à rebours)                                                                                   |  |
| 15. | ボードワン警視登場 (Bôdowan keishi tôjô, le commissaire Vergier entre en scène)                                 |  |
| 16. | パリ市警からの逃走 (Pari shikei kara no tôsô, fuite devant la policier de Paris)                                |  |
| 17. | Day in Paris (Journée à Paris)                                                                                  |  |
| 18. | マリアとの出会い (Maria to no deai, rencontre avec Marie)                                                       |  |
| 19. | ナポレオンのテーマ (Naporeon no têma, thème de Napoléon)                                                        |  |
| 20. | バトル 悪魔の騎士団 (Batoru akuma no kishidan, combat - l'ordre des Chevaliers du mal)                          |  |
| 21. | 逃げ去るR (Nigesaru R, R s'envole)                                                                              |  |
| 22. | Chapter (Chapitre)                                                                                              |  |
| 23. | ラルフの日常 (Rarufu no nichijô, le quotidien de Raphaël)                                                       |  |
| 24. | 月の姫君をひけ (Tsuki no himegimi wo hike, joue la princesse de la lune)                                        |  |
| 25. | 悪魔の騎士団を蹴散らせ (Akuma no kishidan no kechirasu, disperse l'ordre des Chevaliers du mal à coups de pied) |  |
| 26. | ノートルダムからの脱出 (Nôtorudamu kara no dasshutsu, la fuite de Notre-Dame)                                   |  |
| 27. | パリ市警に潜入せよ (Pari shikei ni sennyû se yo, faufile-toi dans la préfecture de police de Paris)             |  |
| 28. | 探偵クロード登場 (Tantei Kurôdo tôjô, le détective Charlie entre en scène)                                      |  |
| 29. | 地下通路を進め (Chikatsûro wo susume, avance dans le passage souterrain)                                        |  |
| 30. | ナポレオンのアジト (Napoleon no ajito, le repaire de Napoléon)                                                  |  |
| 31. | エリザベート公爵夫人とマリア (Erizabêto kôshakufuji to Maria, la duchesse Élisabeth et Marie)                   |  |
| 32. | ボーイ試験に合格せよ (Bôi shiken ni gôkaku se yo, réussis l'examen pour devenir serveur)                        |  |
| 33. | 怪盗フォンデュの大作戦 (Kaitô Fondu no taisakusen, la grande stratégie de Fantôme Fondue)                       |  |
| 34. | 対決 執事ロアン (Taiketsu shitsuji Roan, duel - Alfred le majordome)                                            |  |
| 35. | オペラ座から脱出せよ (Operaza kara dasshutsu se yo, échappe-toi de l'Opéra)                                     |  |
| 36. | 再決戦 探偵クロード (Saikessen tantei Kurôdo, 2e combat décisif - Charlie le détective)                         |  |
| 37. | クロードとの再戦 (Kurôdo to no saisen, revanche contre Charlie)                                                 |  |
| 38. | マリアのテーマ (Maria no têma, thème de Marie)                                                                  |  |
| 39. | マリアを励ますラルフ (Maria wo hagemasu Rarufu, Ralph réconforte Marie)                                         |  |
| 40. | マリアをはげませ (Maria wo hagemase, réconforte Marie)                                                          |  |
| 41. | Day in Paris ver.2 (Journée à Paris version 2)                                                                  |  |

| 1.  | R |  |
| 2.  | Main Menu (Menu principal) |  |
| 3.  | アパートの秘密 (Apâto no himitsu, le secret de l'appartement) |  |
| 4.  | いなくなった父親 (Inaku natta chichioya, le père qui n'est plus là) |  |
| 5.  | ルーヴル美術館侵入再び (Rûvuru bijutsukan shinnyû futatabi, infiltration au musée du Louvre à nouveau)                                                                    |  |
| 6.  | 演奏試験に合格せよ (G線上のアリア) (Ensô shiken ni gôkaku se yo (G senjô no aria), réussis l'examen de musique (Air on the G String))                                     |  |
| 7.  | La musique dans les monuments |  |
| 8.  | 祝賀会会場にて (Shukugakai kaijô nite, dans la salle de la fête) |  |
| 9.  | SHALL WE DANCE ? (美しく青きドナウ) (SHALL WE DANCE ? (Utsukushiku aoki Donau), m'accorderez-vous cette danse ? (Le Beau Danube bleu))                                    |  |
| 10. | 対決 皇帝ナポレオン (Taiketsu kôtei Naporeon, duel - l'empereur Napoléon)                                                                                                 |  |
| 11. | エッフェル塔の戦い (Efferutô no tatakai, la bataille de la tour Eiffel)                                                                                                   |  |
| 12. | 怪盗R、凶弾に倒れる (小フーガ ト短調 BWV578) (Kaitô R, kyôdan ni taoreru (Shô fûga to tanchô BWV578), Fantôme R, abattu d'une balle (Petite fugue en sol mineur, BWV578)) |  |
| 13. | グライダーで逃げ延びろ (Guraidâ de nigenobiro, enfuis-toi en deltaplane)                                                                                                  |  |
| 14. | エリザベート邸潜入 (Erizabêto yashiki shinnyû, infiltration au manoir d’Élisabeth)                                                                                        |  |
| 15. | ボードワン ｖｓ 騎士団 (Bôdowan vs kishidan, Vergier contre les Chevaliers)                                                                                               |  |
| 16. | エッフェル塔へ急げ (Efferutô e isoge, précipite-toi à la tour Eiffel) |  |
| 17. | 竜の玉座の鍵 (Ryû no gyokuza no kagi, la clé du trône du dragon) |  |
| 18. | ナポレオンの演説 (Naporeon no enzetsu, le discours de Napoléon) |  |
| 19. | ラストバトル 悪魔の騎士団 (Rasuto batoru akuma no kishidan, dernier combat - l'ordre des Chevaliers du mal)                                                               |  |
| 20. | 凶弾に倒れるエリザベート (Kyôdan ni taoreru Erizabêto, Élisabeth est abattue d'une balle)                                                                                 |  |
| 21. | 真の悪魔の騎士団 (Shin no akuma no kishidan, le véritable ordre des Chevaliers du mal)                                                                                    |  |
| 22. | ハインリヒを阻止せよ (小フーガ ト短調 BWV578) (Hainrihi wo soshi se yo (shô fûga to tanchô BWV578), Fais obstacle à Jean-François (Petite fugue en sol mineur, BWV578))   |  |
| 23. | 空中庭園を進め (Kûchûteien wo susume, avance dans les jardins suspendus)                                                                                                  |  |
| 24. | 決戦 皇帝ナポレオン (Kessen kôtei Naporeon, combat décisif - l'empereur Napoléon)                                                                                         |  |
| 25. | パリの嵐 (Pari no arashi, la tempête de Paris) |  |
| 26. | 希望の旋律 (Kibô no senritsu, la mélodie de l'espoir) |  |
| 27. | ティアマトの腕輪、輝く時 (Tiamato no udewa, kagayaku toki, le bracelet de Tiamat lorsqu'il brille)                                                                        |  |
| 28. | 意思を受け継ぐもの (Ishiki wo uketsugu mono, ce qui canalise la volonté)                                                                                                  |  |
| 29. | 空中庭園からの脱出 (Kûchûteien kara no dasshutsu, la fuite des jardins suspendus)                                                                                         |  |
| 30. | パリ祭の凱歌 (Pari sai no gaika, le chant de victoire de la fête nationale)                                                                                               |  |
| 31. | マリアとの別れ (Maria to no wakare, séparation de Marie) |  |
| 32. | LAST DANCE (La dernière danse) |  |
| 33. | さよなら怪盗R (Sayonara Kaitô R, au revoir Fantôme R) |  |
| 34. | Je te dis au revoir |  |
| 35. | 怪盗R参上 (Kaitô R sanjô, la visite de Fantôme R) |  |

| 1.  | Fête de Paris (Je te veux) |  |
| 2.  | 飛びつけ！お肉大作戦 (Tobitsuke ! O-niku taisakusen, saute ! La grande stratégie de la viande) |  |
| 3.  | リズムキッチン (Rizumu kicchin, la cuisine du rythme) |  |
| 4.  | サンバカーニバル (VAMOS A CARNAVAL!) (Samba Kânibaru (VAMOS A CARNAVAL!), Carnaval de samba (Vamos a Carnaval!)) |  |
| 5.  | ラブ作戦 (Rabu sakusen, la stratégie de l'amour) |  |
| 6.  | IT'S DOG SHOW TIME (C'est l'heure du spectacle canin) |  |
| 7.  | ニセ怪盗R登場！(Option Remix) (Nise Kaitô R tôjô ! (Option Remix), le faux Fantôme R fait son apparition ! (Option Remix)) |  |
| 8.  | ニセ怪盗R再び！? (Nise Kaitô R futatabi !?, le retour du faux Fantôme R !?) |  |
| 9.  | 君のためなら踊れる (きみのためなら死ねる～ずんずん60's節MIX～) (Kimi no tame nara odoreru (Kimi no tame nara shineru ~zunzun 60's setsu MIX~), je pourrais danser pour toi (Je pourrais mourir pour toi/Project Rub ~zunzun 60's setsu mix~)) |  |
| 10. | 音探し (Oto sagashi, recherche de son) |  |
| 11. | ショップ オーバン (Shoppu Ôban, chez Auban) |  |
| 12. | 伝説の楽器店 (Densetsu no gakkiten, l'échoppe de l'instrument légendaire) |  |
| 13. | FAILED... (Échec...) |  |
| 14. | パリ屈指の用心棒 (Pari kusshi no yôjinbô, le plus grand garde du corps de Paris) |  |
| 15. | 再び！お肉大作戦 (Futatabi ! O-niku taisakusen, c'est reparti ! La grande stratégie de la viande) |  |
| 16. | ラブ作戦 愛の力 (Rabu sakusen ai no chikara, la stratégie de l'amour - le pouvoir de l'amour) |  |
| 17. | レストラン試験 (Resutoran shiken, l'examen du restaurant) |  |
| 18. | フォンデュの願い (Fondu no negai, le souhait de Fondue) |  |
| 19. | 親子の絆 (Oyako no kizuna, lien entre parent et enfant) |  |
| 20. | 独奏 幻の譜面 (Dokusô maboroshi no fumen, récital - les notes fantomatiques) |  |
| 21. | Je te dis au revoir (Instrumental) |  |

### Chansons thèmes
La version japonaise du jeu comporte deux chansons : un thème d'ouverture intitulé "クレアデルネ" (Kurea de rune, clair de lune) et interprété par Miwa, ainsi qu'un thème de fin, "Story", interprété par Ai. Toutes deux sont sorties en single mais n'ont jamais été intégrées à la bande originale du jeu.
Pour les versions occidentales, le thème d'ouverture et la courte séquence qui l'accompagnait ont été retirés et le thème de fin a été remplacé par "Je te dis au revoir", composé par Tomoya Ôtani lui-même et interprété par Kahimi Karie sur des paroles françaises de Tomohiro Kato. Cette chanson apparaît sur la bande originale du jeu.

## Voix françaises
Le doublage français semble avoir bénéficié d'un soin tout particulier et réunie quelques célébrités du milieu telles que Brigitte Lecordier ou Marc Alfos.
Malheureusement, les crédits de fin du jeu ne fournissant qu'une liste incomplète, l'attribution exacte des rôles est laissée à la supposition :
- Hervé Grull : Raphaël / Fantôme R
- Fily Keita : Marie
- Brigitte Lecordier : Charlie, Émilie, Jérôme
- Stéphanie Lafforgue : Élisabeth
- Marc Alfos : Napoléon
- Denis Boileau : Jean-François
- Philippe Catoire
- Jean-François Vlérick
- Vincent Deniard
- Yves Lebeau

## Une suite possible?
Les dernières minutes de jeu laissent fortement entendre que Rhythm Thief & les mystères de Paris ne serait que le premier épisode d'une série à venir, au cours de laquelle les mystères encore irrésolus de la pièce d'or, de la mort d'Emma mais aussi et surtout de la disparition du père de Marie trouveraient finalement leur réponse.
Les chances pour qu'un deuxième épisode sorte un jour sont d'autant plus crédibles que le jeu a rencontré un accueil plutôt favorable auprès de la presse et des joueurs : au Japon, le magazine Famitsu lui a attribué la note de 32/40, et sur la version japonaise d'Amazon, les consommateurs lui ont donné 4 étoiles sur 5[réf. à confirmer]. Aux États-Unis, le site IGN l'a noté 8/10 tandis que le magazine britannique Official Nintendo Magazine lui a attaribué la note de 88%. Enfin, en France, le jeu a reçu un 15/20 de la part de JeuxActu, un 16/20  de la part de Jeuxvideo.com et 4 étoiles sur 5 de la part de Gameblog. Son score actuel sur Metacritic est de 76/100. De plus, le producteur du jeu avait la volonté de faire une suite sur 3DS et Wii U. Même si maintenant, plus de douze ans déjà après la sortie du supposé premier opus, rien n'a encore été annoncé, on peut toujours espérer que SEGA planchera un jour sur une suite à ce jeu de rythme favorablement accueilli par les critiques.